# Bettina Engelhardt

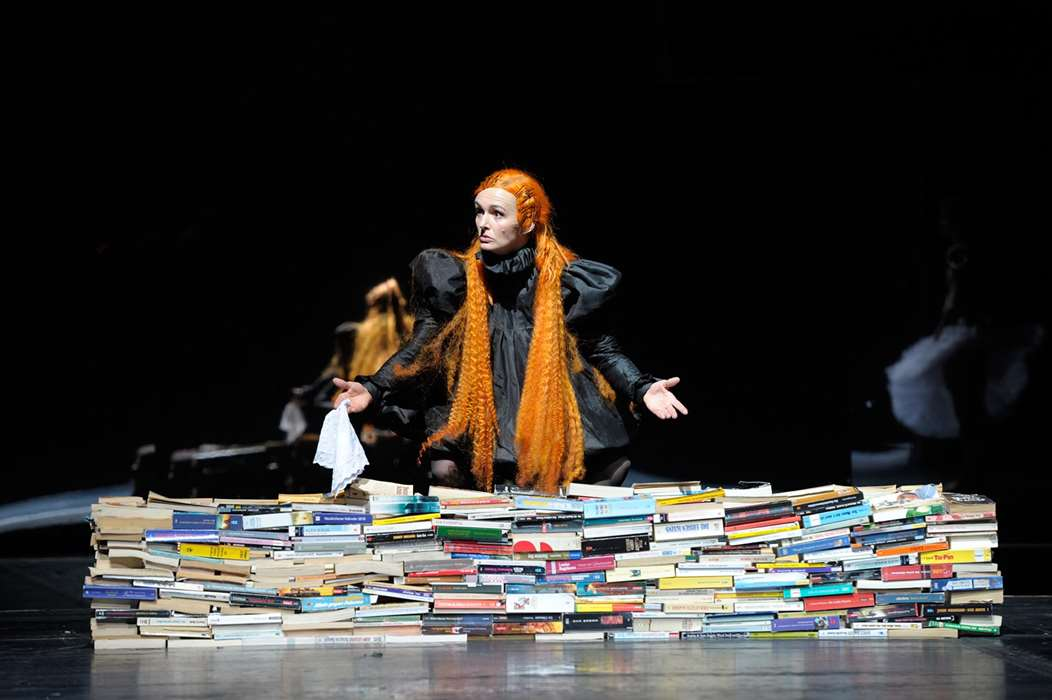
Bettina Engelhardt als Gertrude in „Hamlet“, Schauspielhaus Bochum

Bettina Engelhardt (* 25. März 1971 in Magdeburg) ist eine deutsche Schauspielerin und Regisseurin.

## Biografie
Nach dem Abitur 1989 studierte Bettina Engelhardt von 1989 bis 1993 an der Hochschule für Schauspielkunst Ernst Busch in Berlin. Während des Studiums spielte sie Theater in Berlin (Leonce und Lena) und Weimar (Sommernachtstraum).
Nach dem abgeschlossenen Studium engagierte sie Frank Baumbauer 1993 in das Ensemble des Schauspielhauses Hamburg, wo sie sieben Jahre lang arbeitete. Anschließend zog sie mit der Mannschaft um Christoph Marthaler nach Zürich und spielte am Schauspielhaus Zürich. 2001 zog sie nach München und arbeitet als freie Schauspielerin an den Münchner Kammerspielen und dem Düsseldorfer Schauspielhaus. In dieser Zeit drehte sie u. a. mit Andreas Senn D.I.K.-Jagd auf Virus X, machte Bekanntschaft mit Hans-Christoph Blumenberg, der sie als Politreporterin in Kanzleramt besetzte, war in einer Folge der Serie Danni Lowinski zu sehen, sowie in der internationalen Produktion Deutsches Haus. Mehrfach war sie im Tatort besetzt.
Bettina Engelhardt spielte Theater in Hamburg, München, Zürich, Bochum und Düsseldorf.
Über Berlin (2002–2004) zog Engelhardt mit ihrer Familie ins Ruhrgebiet.
Als freie Schauspielerin spielte sie in internationalen Produktionen (Diamante, Regie M. Pensotti) der Triennale, den Berliner Festspielen und den Wiener Festwochen.
Engelhardt war Dozentin für Schauspiel an der Folkwang Universität der Künste, Campus Folkwang Theaterzentrum Bochum, und der iaf Köln.
2025 führte sie am Grillo-Theater in Essen mit der Produktion Meine Schwester nach dem Roman von Bettina Flitner erstmals Regie.
Sie wohnt in Essen und Berlin.

## Filmografie
- 1996: Adelheid und ihre Mörder
- 1996: Freunde fürs Leben – Regie: Thomas Jacob
- 1997: Frau zu sein Bedarf es wenig – Regie: Sigi Rothemund
- 1997: Der Hahn ist tot – Regie: Hermine Huntgeburth
- 1997: Ghostwriter (Kinokurzfilm) – Regie: Sebastian Haug
- 1999: Schamlos – Regie: Ulrich Walter
- 2002: D.I.K. – Jagd auf Virus X – Regie: Andreas Senn
- 2002: Geheime Geschichten – Regie: Christine Wiegand
- 2002: Nach uns die Sintflut – Regie: Ulrich Walter
- 2003: Schmutzige Geschäfte – Regie: Ulrich Walter
- 2003: Tatort Saarbrücken – Veras Waffen
- 2004: Kanzleramt – Regie: Hans-Christoph Blumenberg
- 2004: SK Kölsch – Jupps Albtraum
- 2004: Im Namen des Gesetzes – Regie: Carmen Kurz
- 2004: Nicola – Regie: Christoph Schnee
- 2004: Das geheime Leben der Spielerfrauen – Regie: Christine Wiegand, Michael Souvignier
- 2005: Kanzleramt
- 2006: Bloch – Die blaue Stunde
- 2006: SOKO Wismar
- 2008: Richterin ohne Robe – Regie: Ulrich Zrenner
- 2008: Danni Lowinski
- 2008: Alles was recht ist – Regie: Peter Gersina
- 2008: Schläft ein Lied in allen Dingen (Kinofilm) – Regie: Andreas Struck
- 2008: Tatort Münster – Wolfsstunde
- 2008: Tatort Köln – Rabenherz
- 2010: Kommissar Stolberg
- 2013: Schoßgebete (Kinofilm)
- 2014: Tatort Köln – Der Fall Reinhardt
- 2014: SOKO Köln – Die Unverbesserlichen
- 2014: Mord mit Aussicht – Der Carport
- 2017: In aller Freundschaft – Die jungen Ärzte – Herzensdinge
- 2017: Einstein – Regie: Dominic Müller
- 2018: Die Heiland – Wir sind Anwalt – Tödliche Tropfen
- 2018: Shelter – Doris – Regie: Albi Fouché
- 2019: Polizeiruf 110: Zehn Rosen
- 2019: Dunkelstadt (Serie) Regie: Asli Özgen ZDF Neo
- 2019: In aller Freundschaft – Die jungen Ärzte – Aus der Nähe
- 2021: Was kostet die Freiheit (AT Autos) – Regie: Tim Baron
- 2021: Unbroken
- 2022: Deutsches Haus
- 2023: Eher fliegen hier UFOs

## Theaterengagements
- 1993–2000 Deutsches Schauspielhaus Hamburg
- 2000–2001 Schauspielhaus Zürich
- 2001–2002 Kammerspiele München
- 2003–2004 Düsseldorfer Schauspielhaus
- 2005–2010 Schauspiel Essen
- 2010–2018 Schauspielhaus Bochum
- 2018–2020 freie Schauspielerin und Schauspieldozentin
- 2020–2022  Theater Dortmund
- 2022–2024 Schauspielhaus Düsseldorf (Gast)
- seit 2023 Schauspiel Essen

## Hörspiele/Hörbücher (Auswahl)
- 1992: Julio Cortázar: Ende des Spiels – Regie: Barbara Plensat (Hörspiel – DS Kultur)
- 1996: James Ellroy: Die schwarze Dahlie (6 Teile); Regie: Walter Adler (WDR)
- 1998: Berges Simenon: Der Mann der den Zügen nachsah; Regie: Walter Adler (SWR)
- 1999: Simone Schneider: Sichtbar im All; Regie: Leonhard Koppelmann (Deutschlandfunk)
- 2000: Alexander Lernet-Holenia: Der Baron Bagge; Regie Alexander Schuhmacher (NDR)
- 2000: Falk Richter: Gott ist ein DJ; Regie Leonhard Koppelmann (NDR/WDR)
- 2002: Werner Schwab: Volksvernichtung oder Meine Leber ist sinnlos; Regie: Annette Kurth (WDR)
- 2002: José Saramago: Die Stadt der Blinden; Regie: Alexander Schuhmacher (WDR)
- 2004: Tad Williams: Otherland; Regie: Walter Adler (HR)
- 2006: Tom Peuckert: Luhmann; Regie Leonhard Koppelmann (Deutschlandfunk)
- 2008: Roland Schimmelpfennig: Für eine bessere Welt; Regie: Leonhard Koppelmann (HR)
- 2013: Dirk Kurbjuweit: Angst; Regie: Walter Adler (WDR)
- 2013: David Zane Mairowitz: Marlov – Eine harte Nuss; Regie: Jörg Schlüter (WDR)
- 2013: Agnieszka Lessmann: Grüne Grenze; Regie: Alexander Schuhmacher (SWR/DLR)
- 2015: Elfriede Jelinek: Wirtschaftskomödie; Regie Leonhard Koppelmann (BR/DKultur)
- 2016: Hubert Wiedfeld: Sprung vom Trottoir; Regie: Alexander Schuhmacher (HR)
- 2016: Dashiell Hammett: Der gläserne Schlüssel; Regie Walter Adler (SWR)
- 2017: Jan Decker: Black Box; Regie: Jörg Schlüter (WDR)
- 2018: Luther Blissett: Q; Regie: Jörg Schlüter (WDR)
- 2018: Daniel Kehlmann: Tyll – Ein Schelmenroman; Regie und Bearbeitung: Alexander Schuhmacher (WDR)
- 2018: Dirk Schmidt: ARD Radio Tatort – Ronsdorf; Regie Claudia Johanna Leist (WDR)
- 2018: Maxi Obexer: Europas längster Sommer; Regie: Gerrit Booms (WDR)
- 2018: Die drei Sonnen. Trisolaris-Trilogie nach Liu Cixin, Regie: Martin Zylka (WDR)
- 2022: Yasmina Reza: Serge; Regie: Ulrich Lampen (SWR)
- 2022: Francoise Sagan: Bonjour Tristesse; Regie: Ulrich Lampen (HR)
- 2023: Simone Buchholz: Riss in der Matrix; Regie: Silke Hildebrandt (HR)
- 2023: Jan Wagner: Echo. Burlesque; Regie: Leonhard Koppelmann (DLR/SWR)
- 2024: Lars Werner: Das Zentrum der Grenze;Regie: Alexander Schuhmacher (SWR)
- 2025: Magda Woizuck: Mallorca, Mord und Margaritas Regie: Leonard Koppelmann (HR)